# Malcolm Le Grice

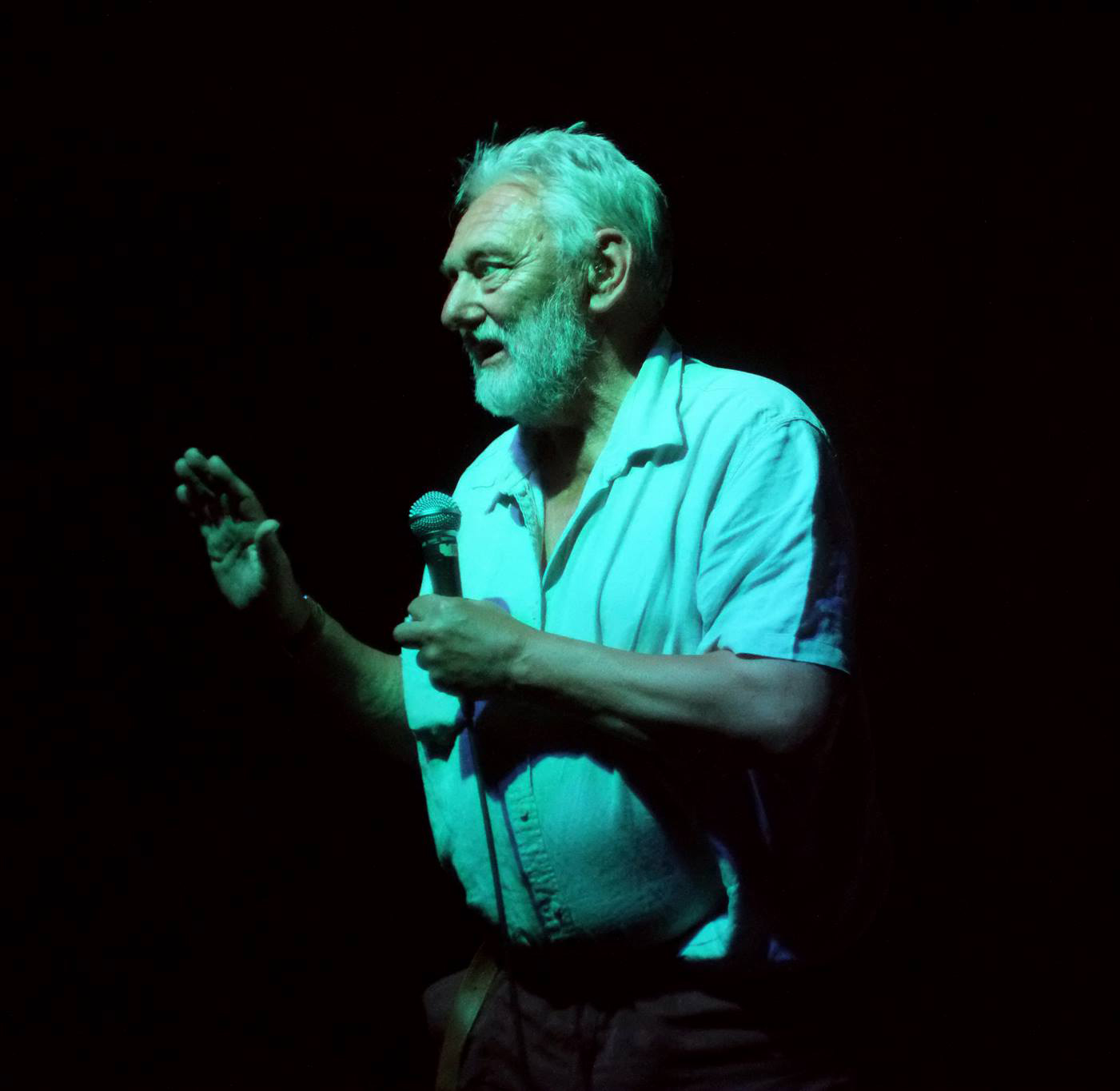
Malcolm Le Grice (2015)

Malcolm Le Grice (* 15. Mai 1940 in Plymouth, Vereinigtes Königreich; † 3. Dezember 2024) war ein britischer avantgardistischer Filmkünstler und Filmtheoretiker.

## Leben und Werk
Malcolm Le Grice studierte von 1957 bis 1961 am Plymouth College of Art und von 1961 bis 1964 an der Slade School of Fine Art. Ab 1997 leitete er mit David Curtis das „British Artist’s Film and Video Study Collection“ am Central Saint Martins College of Art and Design in London. Le Grice war Professor Emeritus der University of the Arts London.
Le Grice war ab 1971 Mitglied des Drury Lane Arts Lab und gründete Filmaktion mit William Raban, Annabel Nicolson, Gill Eatherley, Mike Dunford und David Crosswaite. Auch Multimedia Shows wurden von Filmaktion organisiert.
Er war 1967 Mitbegründer des London Film-Makers’ Co-op.

## Filme
Le Grice kam in den 1960er Jahren von der Malerei zum Film. Sein erster Super-8-Film war „China Tea (1965)“. Sein erster Computer-manipulierter Film war „Your Lips 1 (1970)“. Mit dem experimentellen Kurzfilm „After Lumière – L’Arroseur arrosé“ schuf er 1974 eine moderne Neuverfilmung von Der begossene Gärtner. Ab den 1980er Jahren war Le Grice mit Digitaler Kunst an die Öffentlichkeit getreten. Die Multi-Projektionen und Video-Installationen, „The Cyclops Cycle“ und „Treatise“ sind Beispiele dafür. Mehrere längere Filme „Finnegans Chin“, „Sketches for a Sensual Philosophy“ und „Chronos Fragmented“ sind im britischen Fernsehen gezeigt worden.

## Ausstellungen
- 2012 Filmaktion Performance Tate Gallery of Modern Art, London[7]
- 2004 X-Screen Museum Moderner Kunst Stiftung Ludwig Wien[8]
- 2004 Behind the Facts. Interfunktionen 1968–1975 Fundació Joan Miró, Barcelona[9]
- 1979 Cineprobe Museum of Modern Art, New York
- 1977 documenta 6, Kassel[10]
- 1976 Arte Inglese Oggi: 1960–76 Palazzo Reale, Mailand
- 1976 Une histoire du cinéma Centre Georges Pompidou, Paris